# Marc Thimothée Villemonte-Laclergerie
Marc Thimothée Villemonte-Laclergerie est un homme politique français né le 20 août 1851 à Périgueux (Dordogne) et décédé le 12 mai 1926 à Alger (Algérie française).
Docteur en droit, il est avocat à Paris. Maire de Fleurac, conseiller général et député de la Dordogne de 1889 à 1893. Il est conseiller à la Cour d'Appel d'Alger de 1894 à 1899.

## Sources
- « Marc Thimothée Villemonte-Laclergerie », dans le Dictionnaire des parlementaires français (1889-1940), sous la direction de Jean Jolly, PUF, 1960 [détail de l’édition]